# 다우키움그룹
다우키움은 다우기술을 모기업으로 한 대한민국의 기업집단이다. 1986년 다우기술이 창립되면서 시작됐다. 지주회사는 다우데이타이다.

## 계열사

### 지주회사
- 다우데이타

### IT
- 다우기술
- 한국정보인증

### 금융
- 키움증권
- 키움에셋플래너
- 키움캐피탈
- 키움인베스트먼트
- 키움투자자산운용
- 키움저축은행

### 콘텐츠 & 서비스
- 사람인